# 温泉利用指導者
温泉利用指導者（おんせんりようしどうしゃ）は、一般財団法人日本健康開発財団が実施する講習の受講により資格を取得した者。医師の指示に基づいた温泉療養を受ける者に対する入浴指導などを行う。 

## 温泉利用指導者の役割
- 医師の作成による温泉療養指示書に基づいた入浴指導や生活指導全般の実施。
- 温泉施設の安全管理や、事故発生時の救命処置の実施。

## 制度概要
取得には一般財団法人日本健康開発財団が実施する8日間の養成講習会を受講する必要がある。温泉入浴指導員の上位資格であり、保健師、管理栄養士、健康運動指導士、4年制体育大学等卒業者などの受講条件がある。講習内容は健康学、温泉医学、温熱生理・治療学、救急法などである。厚生労働大臣認定の温泉利用型健康増進施設では、温泉利用指導者の配置が義務付けられている。